# Daniel Caesar
Ashton Simmonds (Oshawa, 5 de abril de 1995), conhecido artisticamente como Daniel Caesar, é um cantor e compositor canadense de neo soul.